# 초아
초아(본명: 박초아, 朴草娥, 1990년 3월 6일~)는 대한민국의 가수 겸 뮤지컬 배우이다. 걸그룹 AOA, AOA 블랙의 기타, 메인 보컬 맡았었고 2017년 6월 30일 AOA를 공식적으로 탈퇴 했지만 FNC 엔터테인먼트와의 전속계약 유지 했으며 2019년 5월에는 전속 계약이 끝났다. 2020년 8월 6일, 그놈이 그놈이다 OST로 3년만에 복귀하였다.
2020년 9월 19일, 개인 유튜브 채널을 개설하여 영상을 올리고 유튜브 활동을 시작했다.

## 학력
- 인천가정초등학교 (졸업)
- 검단중학교 (졸업)
- 검단고등학교 (졸업)
- 인하공업전문대학 항공경영과 전문학사 (졸업) [08학번/2008년]

## 음반 목록
- 2013년 하이스쿨 뮤지컬 OST - 자유롭게(Breaking Free, With 이재진)
- 2014년 백년의 신부 OST - 아직 하지 못한 말
- 2015년 복면가왕 25회[4]
- 2015년 복면가왕 26회[5]
- 2015년 투유프로젝트 슈가맨 Part.3[6]
- 2015년 프라이머리 - 아끼지마 (Don't Be Shy) 피쳐링[7]
- 2015년 디지털 싱글 《불꽃》(로엔 re;turn 프로젝트 참여 앨범)
- 2020년 그놈이 그놈이다 OST - 난 여기 있어요
- 2020년 프라이머리 - Cloud 피쳐링
- 2021년 도시남녀의 사랑법 OST - 가시
- 2022년 싱글 《Yesterday》
- 2022년 구필수는 없다 OST - I wish

## 음반 외 활동

### 뮤지컬

#### 2013년
- 《하이스쿨 뮤지컬》 - 가브리엘라 역

#### 2014년
- 《조로》 - 루이사 역

### 예능

#### 2015년
- MBC 《스포츠특선 카!센터》
- MBC 《마이 리틀 텔레비전》
- MBC 《미스터리 음악쇼 복면가왕》 - 오매, 단풍 들겄네
- JTBC 《투유 프로젝트 - 슈가맨》 게스트 (With 로꼬, 크러쉬)
- SBS 《런닝맨》 게스트 (with 제시, 김유리, 서예지, 장도연, 244회)

#### 2015년 ~ 2016년
- MBC 《우리 결혼했어요》

#### 2016년
- KBS JOY 《차트를 달리는 소녀》
- JTBC 《싱포유》
- tvN 《예능인력소》 - 내레이션 및 게스트[8]

#### 2021년
- tvN 《온앤오프 2》
- SBS 《런닝맨》 게스트 (with 조세호, 550회)
- MBC 《폐업요정》
- MBC 《구해줘! 홈즈》 게스트 (With 박호산, 임창정)
- Lifetime 《뷰티타임 3》
- 채널A 《오은영의 금쪽상담소》 게스트 (2회)
- MBC Every 1 《대한외국인》 게스트
- MBC Every 1 《끝내주는 연애》

#### 2021년 ~ 2022년
- WATCHA 《더블 트러블》
- 카카오TV 《블루칩 스타즈》

#### 2022년
- MBC 《서프라이즈: 비밀의 방》
- 채널A 《지구인 더 하우스》
- SBS 《판타스틱 DNA 싱어》 8회
- EBS 《당신의 문해력》
- SBS 《꼬리에 꼬리를 무는 그날 이야기》 게스트 (정규 39회)

#### 2023년
- MBC 《일타강사》[9]
- MBC 《안싸우면 다행이야》 게스트 (106회, 107회, 114회, 115회, 136회, 137회)
- KBS 《오늘부터 구독중》
- MBC 《카 투 더 퓨처–20세기 소년들의 자동차 수다》

#### 2023년 ~ 2024년
- E채널, 채널S 《놀던언니》

#### 2024년
- E채널, 채널S 《놀던언니 2》
- JTBC 《노 웨이 홈》 게스트 (8회)
- 동아TV 《셀링라이프》
- KBS 《일꾼의 탄생》 게스트 (125회)
- SBS 《신발 벗고 돌싱포맨》 게스트 (With 류수영, 이승윤, 147회)

### 광고(CF)

#### 2015년
- NBA(With 태양)
- 알바천국(With 유병재)

#### 2017년
- 엘레쎄(ellesse)[10]

#### 2020년
- 엘리먼트 9(모바일 게임)

## 수상 목록
- 2015년 MBC 방송연예대상 뉴스타상